# Журавльово (Каргапольський район)
Журавльо́во (рос. Журавлёво) — село у складі Каргапольського району Курганської області, Росія. Адміністративний центр Журавльовської сільської ради.
Населення — 446 осіб (2010, 473 у 2002).
Національний склад населення станом на 2002 рік: росіяни — 97 %.